# Wiesentäler Textilmuseum
Das Wiesentäler Textilmuseum ist ein Museum in der Stadt Zell im Wiesental im Südschwarzwald. Untergebracht ist es in den Sheddachhallen einer ehemaligen Weberei am Ufer des Flusses Wiese.

## Geschichte
Das Museum wurde 1996 mit einem Grundbestand ins Leben gerufen, der auf der Ausstellung „Zwischen Schule und Fabrik, textile Frauenarbeit in Baden“ des Badischen Landesmuseums basiert, die 1993/94 in Karlsruhe, Berlin und Zell gezeigt wurde. Nach dem Tod des Initiators geriet die Sammlung für einige Jahre in Vergessenheit. Ein 2003 gegründeter Förderverein, der Träger des Museums ist, erreichte nach Renovierung und Umbauten eine Erweiterung des Gebäudes auf über 1000 Quadratmeter, so dass das Museum 2009 neu eröffnet werden konnte.

## Hintergründe: Textilindustrie im Wiesental

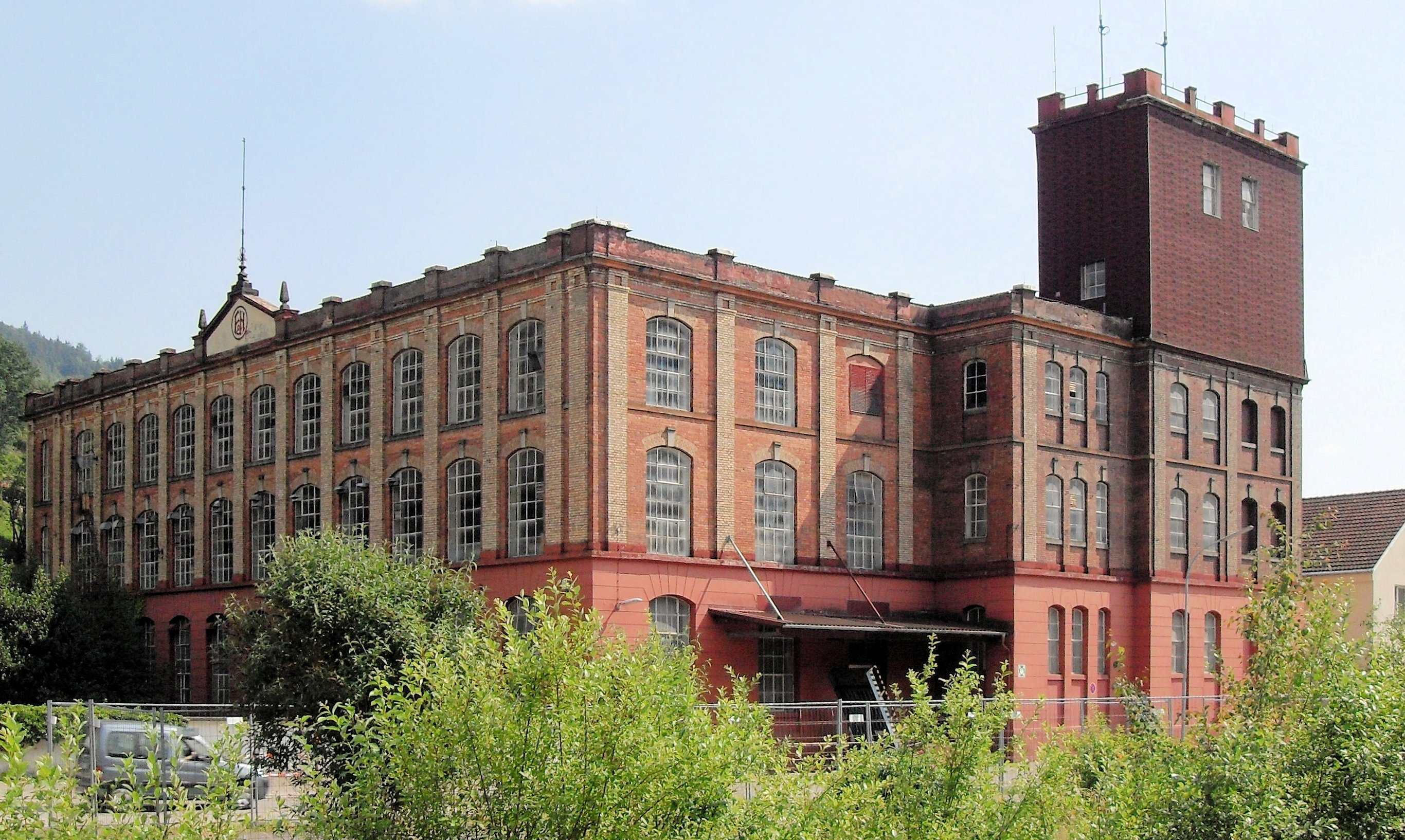
Eine ehemalige Textilfabrik in Zell

Das Museum befasst sich mit dem im Wiesental zwischen Basel und Todtnau vom frühen 19. Jahrhundert an, bis zum Niedergang in der zweiten Hälfte des 20. Jahrhunderts, dominierenden Erwerbszweig der Herstellung von Textilien. Schwerpunkt ist dabei die Darstellung der Textilindustrie, geprägt unter anderem von Fabrikantenfamilien aus der Schweiz und dem Elsass:
- Der Zeller Vogt Meinrad Montfort holte im 18. Jahrhundert, als Zell noch zu Vorderösterreich gehörte, aus der Fuggerstadt Augsburg eine kleine Weberkolonie (daher stammt übrigens auch die Verbindung der berühmten Musikerfamilie Weber mit Zell: Franz Fridolin Weber; Constanze Mozart, geb. Weber; Aloisia Lange, geb. Weber). Montfort ließ in Heimarbeit für Basler Unternehmer spinnen und weben und errichtete in Zell eine Stoffbleiche, er gilt als Begründer des Zeller Textilgewerbes
- Peter Koechlin aus Mülhausen im Elsass, als „König der Druckstoffe“ bezeichnet, ließ nach dem verheerenden Brand in Zell von 1818 im Jahr 1837 eine erste Handweberei in Zell bauen (siehe auch die heute noch bestehende KBC in Lörrach)
- Weitere im Wiesental tätige Textilfabrikantenfamilien waren Sarasin, Bölger, Iselin, Merian, Mez, Ringwald und mehr

Die Nutzung der Wasserkraft des Flusses Wiese, der Beitritt des Landes Badens zum Deutschen Zollverein (1834/35) und die 1889 eröffnete Bahnlinie Zell-Todtnau (siehe Wiesentalbahn) führten zu einer starken industriellen Entwicklung im Tal. Ein Großteil der arbeitenden Bevölkerung des Wiesentales, darunter ein hoher Anteil Frauen, lebte seither von der Textilindustrie, in ihrer Blütezeit über 20.000 Menschen.

## Bestand und Präsentation
Die Dauerausstellung des nur im Sommerhalbjahr geöffneten Museums zeigt verschiedener Techniken der Textilherstellung, angefangen von der Aufbereitung der Baumwollfaser, über die Spinnerei, das Spulen, Schären und Schlichten bis hin zum Weben, Bleichen und Färben. Das zeitliche Spektrum reicht von der textilen Heimarbeit über die ersten Manufakturen bis zur Arbeit in den Textilfabriken.
Schwerpunkt der Ausstellung ist die industrielle Herstellung. Präsentiert werden unter anderem mechanische Webmaschinen, Spinn- und Spulmaschinen, Saitenflechtmaschinen, mit denen Schnüre hergestellt werden, Färbereimaschinen sowie Prüf- und Messgeräte zum Prüfen der Baumwollqualität. Das Wiesentäler Textilmuseum versteht sich hierbei als „lebendes Museum“, denn sämtliche Vorgänge können an betriebsfähigen Maschinen praktisch vorgeführt werden. An Jacquard-Webmaschinen wird beispielsweise vorgeführt, wie gewebte Bilder und Webmuster entstehen oder was ein Patroneur machte.
Die nach dem Zweiten Weltkrieg bedeutendste Textilfabrik in Zell war die international agierende Spinnerei und Webereien Zell-Schönau AG (Tisch- und Bettwäschemarke „Irisette“) mit mehr als 1.500 Beschäftigten und rund 360 Webstühlen. Ihre Unternehmensgeschichte wird im Eingangsraum dargestellt.
Die Abteilung Heimarbeit zeigt eine Nähschule, wie sie im Wiesental typisch war, viele Nähmaschinen und originale Produkte textiler Handarbeitstechniken wie Kunststricken, Häkeln, Sticken, Stricken, Nähen und Klöppeln. Ein Teilbereich zeigt Stoffe, Musterzeichnungen und die dazugehörigen Patronen.
Daneben wird die geschichtliche Entwicklung auch anhand von zahlreichen Aufnahmen von der Anfangszeit der Fotografie bis heute verdeutlicht. In einem Videoraum können Schulfilme vorgeführt werden.